# 생극중학교
생극중학교(笙極中學校)는 대한민국 충청북도 음성군 생극면 신양리에 있는 사립 중학교이다.

## 학교 연혁
- 1964년 12월 24일 : 생극고등공민학교 인가
- 1965년 3월 1일 : 초대 교장 허탁 취임
- 1967년 6월 29일 : 학교법인 삼우재단 인가
- 1967년 10월 28일 : 생극중학교 인가
- 1983년 10월 23일 : 학교법인 삼우학원 명칭 변경
- 2000년 12월 9일 : 다목적교실 및 급식소 준공
- 2001년 12월 26일 : 이사장 허권 취임
- 2019년 8월 30일 : 다목적교실 삼우관 준공
- 2021년 12월 10일 : 풋살장 준공
- 2024년 1월 8일 : 제54회 졸업식(졸업생 30명) 총 졸업생 5,744명
- 2024년 3월 1일 : 제10대 교장 이경원 취임
- 2024년 3월 4일 : 신입생 41명 입학

## 참고 자료
- 생극중학교 - 한국교육학술정보원 학교알리미